# Thomas Darcy, I barone Darcy
Thomas Darcy I barone Darcy (1467 circa – Torre di Londra, 30 giugno 1537) è stato un nobile e militare britannico che si oppose alla dissoluzione dei monasteri in Inghilterra e per il suo ruolo nel Pellegrinaggio di Grazia fu accusato di alto tradimento per aver lasciato il castello di Pontefract in mano ai ribelli.
Fu giustiziato il 30 giugno 1537 alla Torre di Londra.

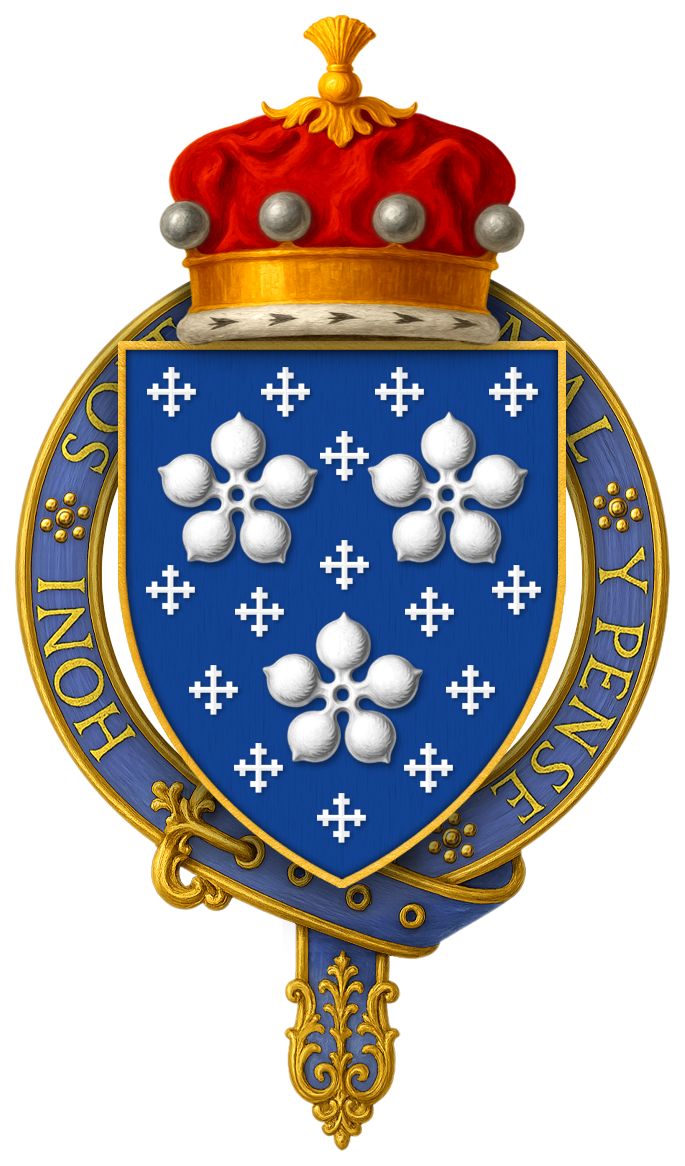

## La famiglia
Thomas Darcy nacque attorno al 1467 unico figlio ed erede di William Darcy (1443-30 maggio 1488) ed Euphemia Langton. La famiglia Darcy possedeva terre nel Lincolnshire già dai tempi del Domesday Book dove si trova un nobile normanno a nome de Areci che deteneva trenta signorie quale ricompensa da parte di Guglielmo I d'Inghilterra. Poco dopo il nome muta in d'Arcy e successivamente in Darcy. Durante il regno di Edoardo III d'Inghilterra essi contraggono, tramite matrimonio, diverse altre proprietà in varie contee fra cui anche la principale residenza di famiglia a Templehurst presso Selby nello Yorkshire. Quando William Darcy morì il 30 maggio 1488 lasciò suo figlio Thomas appena maggiorenne.
Thomas sposò in prime nozze Dousabella Tempest (morta prima del 1500), figlia ed erede di Richard Tempest e Mabel Strickland, insieme i due ebbero:
- George Darcy (morto 28 agosto 1558)
- Richard Darcy
- Arthur Darcy (morto 3 aprile 1561), sposò Mary Carew, figlia del diplomatico Nicholas Carew
- Mabel Darcy

Una lettera firmata D. Darcy che si credeva opera di Douabella e datata al gennaio 1537 è ora ritenuta scritta da Dorothy Darcy, moglie di George.
Attorno al 1500 Thomas sposò Edith Sandys (morta il 22 agosto 1529), ella era vedova di Ralph, Signore di Neville (morto nel 1498) e grazie a questo matrimonio egli divenne il patrigno di Ralph Neville, IV conte di Westmorland, insieme i due ebbero:
- Elizabeth Darcy (1501-...)

## Gli incarichi
All'inizio della propria carriera Thomas si distinse soprattutto per le proprie doti militari e servì sotto il regno di Enrico VII d'Inghilterra, durante la propria carriera ebbe diversi riconoscimenti e cariche fra i quali si ricordano:
- Cavalierato (1489)
- Conestabile del castello di Bamburgh (1498)
- Tesoriere del castello di Bamburgh (1498-1515)
- Guardiano delle Marche orientali (1505)
- Ordine della Giarrettiera (1509)
- Guardiano delle foreste reali (1509)
- Barone Darcy (1509)
- Guardiano delle marche orientali e centrali (1511)
- Membro del Consiglio privato di sua maestà (1513)

Nel 1492 troviamo Thomas che, grazie a una lettera di Enrico VII, lo va a servire oltremare insieme a 100 soldati e nello stesso anno serve il re mentre questi riceve Carlo VIII di Francia venuto in Inghilterra per un trattato di pace. Nel 1497 Thomas marcia insieme a Thomas Howard, II duca di Norfolk per mettere sotto assedio il Castello di Norham e forzare Giacomo IV di Scozia a ritirarsi in patria. In una lettera patente datata all'8 giugno 1498 Thomas viene creato conestabile del Castello di Bamburgh e il 16 dicembre di quello stesso anno, essendo ora capitano di Berwick-upon-Tweed, viene nominato rappresentante di Enrico, duca di York. Thomas venne anche nominato guardiano delle marche orientali e durante quest'incarico intrattenne corrispondenza con Richard Foxe, ministro di Enrico e vescovo di Durham, il cui vescovado era soggetto a invasioni.
Sempre nel 1498 Thomas fu fra coloro che dovettero stimare l'ammontare delle multe per coloro che avevano partecipato alla rivolta di Perkin Warbeck l'anno precedente per le contee del Devon e nella Cornovaglia. Lo stesso compito lo rivestì un paio di anni dopo per le contee del Somerset, Dorset e Wiltshire e in quell'occasione ebbe anche la possibilità di esercitare le funzioni di maresciallo nei confronti di coloro che non volevano accordarsi.
Il 6 luglio 1499 fu fra i cinque ambasciatori incaricati di trovare un accordo con la vicina Scozia. L'8 giugno 1505 si trova per la prima volta la dicitura di Lord Darcy in una lettera in cui lo si nomina intendente del Castello di Raby ed altri possedimenti del figliastro allora ancora minorenne. Questi incarichi insieme al suo nuovo titolo gli rese una certa importanza nel nord del paese dove divenne secondo soltanto a Henry Algernon Percy, V conte di Northumberland.
Nel 1508 fu fra i quindici lord che presenziarono alla stesura del trattato di matrimonio fra Maria Tudor e Carlo V d'Asburgo, matrimonio che si sarebbe dovuto tenere quando Maria fosse giunta in età da marito e il 17 dicembre fu fra coloro che assistettero al fidanzamento per procura celebrato al Richmond Palace. Nella primavera del 1509 salì al trono Enrico VIII d'Inghilterra e Thomas venne creato cavaliere dell'Ordine della Giarrettiera. L'ascesa di Enrico VIII portò qualche cambiamento, Thomas dovette cedere lo sceriffato di Hutton a Richard Cholmeley (1460circa-1521), ma molti altri incarichi restarono confermati. Thomas rimase capitano di Berwick e guardiano delle marche orientali e in una lettera patente del 18 giugno 1509 fu nominato guardiano delle foreste reali oltre il Trent. Il 17 ottobre di quell'anno Thomas fu creato Barone di Darcy e nel 1513 entrò a far parte del consiglio privato.

## In patria e all'estero
Nel 1511 Thomas venne mandato in Spagna perché aiutasse Ferdinando II d'Aragona contro i Mori. Egli salpò da Plymouth in maggio ed arrivò a Cadice il 1º giugno, non appena sbarcati iniziarono subito le incomprensioni tanto che Ferdinando li informò educatamente che stava stilando una tregua con gli arabi in previsione di una guerra con la Francia. Due settimane dopo Thomas salpò di nuovo verso casa, il 3 agosto tuttavia si trovava solo a Cabo de São Vicente dove si trovò a dover pagare di tasca propria per l'approvvigionamento dei soldati, ma pare che l'ambasciatore spagnolo lo abbia poi ripagato, come appare in una lettera scritta a Thomas Wolsey. Poco dopo il suo ritorno, nel mese di ottobre, oltre alle marche orientali venne nominato guardiano anche di quelle centrali, fu un incarico di breve durata, già nel mese di dicembre esso venne infatti rilevato da Thomas Dacre, II barone Dacre (25 novembre 1467-24 ottobre 1525). Fra il 1512 e il 1513 tenne informati il re e Wolsey di quel che accadeva negli immediati dintorni dei confini scozzesi e nell'estate del 1513 accompagnò Enrico nella spedizione contro la Francia partecipando all'assedio di Thérouanne. Nel gennaio seguente, ormai a casa, scrisse a Wolsey di essersi ripreso da una malattia, ma soprattutto scrisse che le due spedizioni sostenute negli ultimi tre anni e mezzo gli erano costate 4.000£, ma nondimeno, voleva continuare a servire il re nelle proprie spedizioni militari.
Fra il 1514 e il 1515 suo figlio ed erede George Darcy condivise con lui alcuni incarichi. Nel 1515 Thomas lasciò l'incarico di capitano di Berwick che venne preso da Anthony Ughtred, in quell'anno egli presenziò alla convocazione del parlamento ed era a Londra quando Wolsey divenne Cardinale nel 1514. Nel 1516 testimoniò alla stesura di un documento nella Star Chamber e quello dopo accolse a York Margherita Tudor, sorella del re e vedova di Giacomo IV, di ritorno dalla Scozia. Nel luglio 1518 fu fra coloro che accolsero il cardinal Lorenzo Campeggi nel suo primo viaggio in Inghilterra. Nel marzo 1520 egli rassegnò, nuovamente, le dimissioni come sceriffo di Hutton lasciando l'incarico a Robert Constable (1478circa-6 luglio 1537), un uomo con cui era in grandi rapporti d'amicizia. Poco dopo lo si trova in una lista di persone che avrebbe dovuto accompagnare il re al Campo del Drappo d'Oro, ma pare improbabile che Thomas sia andato in Francia poiché il 29 giugno egli insieme a un altro nobile scortò tre nobili francesi a vedere la principessa Maria.

## L'inizio della fine

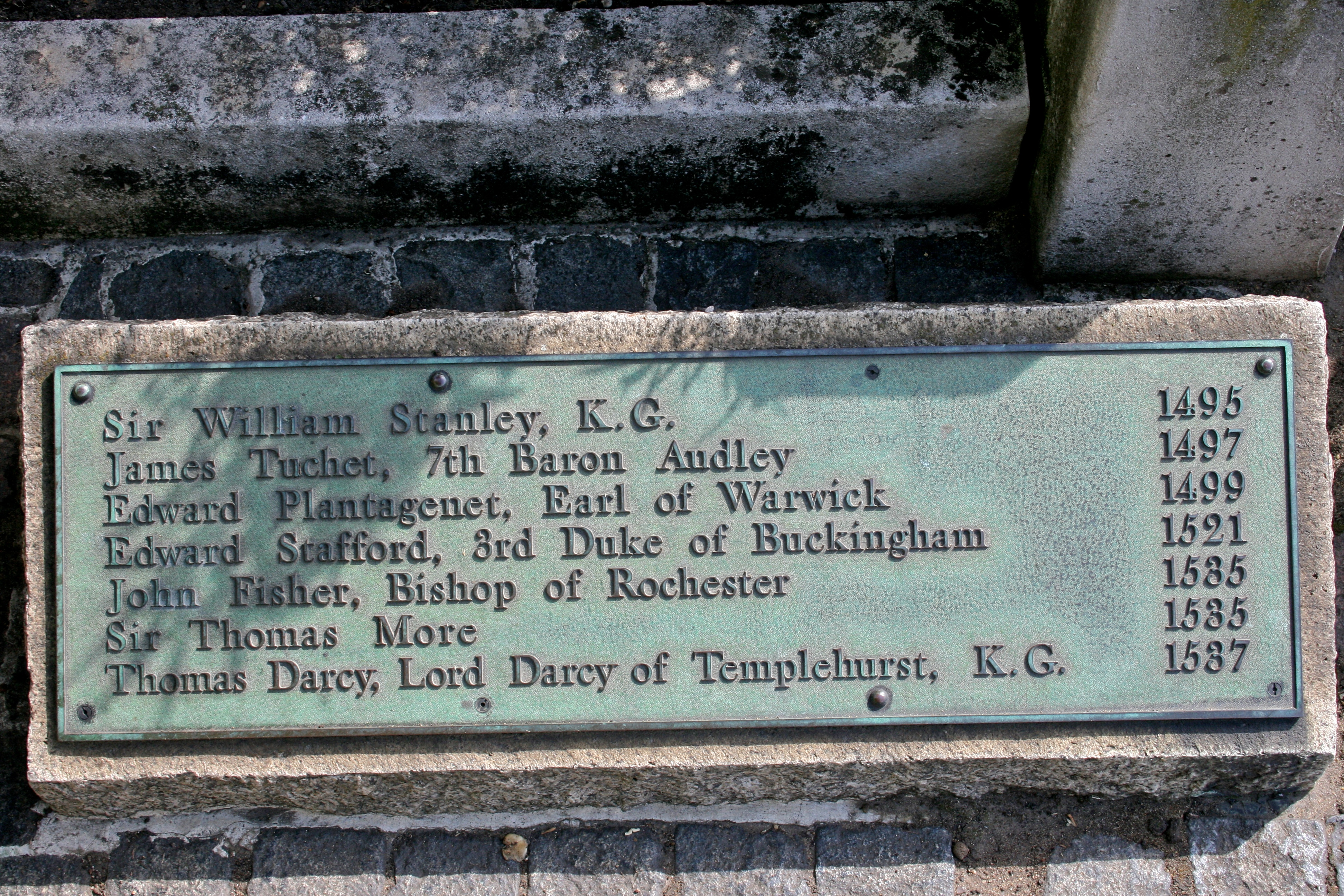

Nel 1529 Thomas preparò la strada per la caduta del suo vecchio amico Wolsey scrivendo una lunga lettera d'accusa contro di lui e nello stesso anno fu fra i molti chiamati a verificare, a favore del re, le circostanze del matrimonio fra Arturo Tudor, defunto fratello del re, e Caterina d'Aragona moglie di Enrico e vedova di Arturo. In questo caso la sua partecipazione dev'essere stata limitata giacché al tempo egli era impegnato nel nord del paese.
Non troppi anni dopo tuttavia Thomas divenne un nemico della corte. Nel 1532 Thomas Howard, III duca di Norfolk fece un discorso al parlamento sostenendo che al re era stato fatto un grave torto quando il papa non aveva permesso che la sua causa di divorzio venisse discussa in patria. Aggiunse anche che tale questione era di competenza del potere temporale di cui il sovrano era a capo e non il pontefice ed infine chiese come mai i nobili non potevano impiegare le loro persone e i loro beni in difesa delle prerogative reali. Thomas fu fra i primi a rispondere, egli disse che era come sempre a disposizione del re, ma credeva che il matrimonio ricadesse sotto la giurisdizione ecclesiastica e che, se la questione poneva problemi il consiglio privato del re avrebbe per primo dovuto esprimersi in merito prima di coinvolgere altre persone. Dopo questo discorso non sorprende che egli, insieme ad altri nobili del suo stesso parere, fosse informato che era dispensato dall'andare alla convocazione del gennaio del 1534 benché sia stato comunque regolarmente pagato per essa. Nell'anno seguente Thomas quasi scompare dalla scena politica e lo si ritrova quando Thomas Cromwell, col quale era in apparenti cordiali rapporti, riesce a nominare uno dei figli di Thomas, Arthur, Governatore di Jersey e nel settembre 1534 Thomas gli scrisse da Mortlake per ringraziarlo. Arthur portò poi sia a Cromwell che al duca di Norfolk un messaggio del padre in cui si scusava per non poterli raggiungere nello Yorkshire dove stava per iniziare la sessione parlamentare.

## Tra tradimento e perdono
Poco dopo la nomina di Arthur Thomas cominciò a corrispondere con l'ambasciatore spagnolo Eustace Chapuys perché sollecitasse Carlo V ad un'invasione dell'Inghilterra per porre fine a quella che egli riteneva una tirannia in materia sia spirituale che temporale. Sua intenzione era recarsi a casa propria in modo da poter aiutare gli invasori qualora fossero sbarcati ed in effetti ottenne il permesso di essere licenziato dalla corte, in virtù della propria età avanzata, in diverse occasioni. Tuttavia molti di queste licenze vennero, al momento dei fatti, ritirate e sembra che la corte sospettasse che la sua presenza al nord non avrebbe portato nulla di buono tanto che Thomas dovette restare a Londra per buona parte del 1535. Egli a tratti scriveva a Chapuys mandandogli doni che avrebbero dovuto esprimere ciò che non osava scrivere. In quella primavera sperò di poter tornare a casa, ma quando anche questa speranza sfumò sembrò pensare di doversi recare oltre mare per poter parlare con l'Imperatore in persona sollecitando un attacco a un paese in preda all'eresia e alle ruberie. La prima volta che si ritrova Thomas a Templehurst è nell'aprile 1536. 
Quando il parlamento si riunì nuovamente nel febbraio 1536 Thomas venne dispensato dall'andarvi e soprattutto gli venne risparmiato di dover votare a favore della dissoluzione dei piccoli monasteri, una misura molto impopolare nel nord del paese. Fu da qui che prese vita nell'ottobre seguente la ribellione nota come il Pellegrinaggio di Grazia che dal Lincolnshire presto arrivò nello Yorkshire.
Uno dei pochi posti che sembrò restare fuori dalla rivolta fu il Castello di Pontefract che era sotto il controllo di Thomas. Al castello trovò rifugio Edward Lee (1482circa-13 settembre 1544), arcivescovo di York, insieme ad altri della nobiltà locale. Thomas, sostenendo che il castello non era in grado di reggere a lungo, s'arrese ai rivoltosi che obbligarono tutti i presenti a giurare loro fedeltà, in realtà ciò non dovette essere difficile, i nobili e il clero locale tendevano infatti a simpatizzare con i ribelli e invano più tardi Thomas sostenne di non aver avuto scelta.
Egli era al fianco di Robert Aske quando il Lancaster Herald gli si inginocchiò d'innanzi e negoziò in favore degli insorti con il duca di Norfolk e con Charles Brandon, I duca di Suffolk quando essi andarono al nord per stroncare la ribellione. La sua posizione di amico degli insorti fu riconosciuta persino dal re che istruì di trattare con lui come tale e di dargli un salvacondotto così che potesse andare in sua presenza o anche un perdono nel caso si fosse sottomesso all'autorità regia. Norfolk gli scrisse che Enrico lo avrebbe perdonato se egli avesse arrestato Aske, ma la risposta di Thomas fu un netto diniego. Sia Thomas che Aske scrissero al re per presentare la loro condotta sotto una luce migliore, tanto che venne predisposto un incontro a Doncaster ed Enrico mandò un perdono anche per i capi della rivolta. Il 6 gennaio 1537 il re ordinò a Thomas di presentarsi a corte ed egli rispose da casa che, nonostante il proprio servizio ininterrotto doveva davvero declinare perché da mesi era sofferente di salute.
Intanto un'altra rivolta stava per scoppiare, capitanata da Francis Bigod e sia Thomas che Aske si mossero per pacificarla e il loro operato dovette essere convincente se Enrico comandò a Thomas di approvvigionare Pontefract così che i suoi figli potessero tenerlo in caso di bisogno. George Talbot, IV conte di Shrewsbury scrisse a Thomas rassicurandolo che se avesse operato onestamente sarebbe stato perdonato come se nulla fosse successo, rassicurato Thomas scrisse ad Aske chiedendogli di inviare a Pontefract tutti gli archi e le frecce su cui riusciva a mettere le mani, sfortunatamente la lettera venne intercettata. Questo venne usato per testimoniare che Thomas continuava ad agire da traditore e di tradimento fu accusato anche per aver detto al popolo che vi sarebbe stato un parlamento libero che avrebbe ponderato le loro sofferenze, affermazione che venne vista come il continuo della sua ricerca di un cambiamento.

## La morte
Thomas venne arrestato e portato alla Torre di Londra. Sotto l'esame del consiglio privato del re egli espresse tutto il suo disprezzo a Cromwell e profeticamente lo avvertì di non dover contare sul lungo appoggio del suo sovrano. Thomas e altri nobili del nord il 9 maggio vennero accusati di aver cospirato, in ottobre, per togliere a Enrico la propria dignità regale deprivandolo del titolo di capo supremo della Chiesa d'Inghilterra per poi obbligarlo a convocare un parlamento. Vennero accusati di diversi atti di ribellione e che, nonostante il perdono, avessero continuato a confabulare fra di loro. In base a queste accuse lui e gli altri nobili vennero giudicati colpevoli di tradimento di fronte a Henry Courtenay, I marchese di Exeter, nel ruolo di Lord grande intendente e molti altri pari.
La pena prevista per il loro reato era l'impiccagione con sventramento e squartamento che venne commutata in decapitazione, Thomas venne giustiziato alla Torre il 30 giugno 1537, la sua testa venne appesa al London Bridge, mentre le cronache coeve vogliono che il suo corpo fosse stato sepolto presso i crocigeri. Tuttavia se così fu dovette poi essere stato spostato e portato presso la chiesa di St.Botolph's Aldgate insieme agli altri Darcy, almeno prestando fede alla pietra tombale che vi si trova. Dopo la sua morte le sue proprietà e i titoli vennero confiscati e tornarono alla corona, tuttavia il successore di Enrico, Edoardo VI d'Inghilterra, restituì a George la baronia nel 1548, anche se si ritiene che fosse più una nuova creazione che una restaurazione della precedente.
Nella serie I Tudors Thomas venne interpretato da Colm Wilkinson